# Onitis vanderkelleni
Onitis vanderkelleni là một loài bọ cánh cứng trong họ Bọ hung (Scarabaeidae).